# 小説新潮新人賞
小説新潮新人賞（しょうせつしんちょうしんじんしょう）は、新潮社の中間小説誌『小説新潮』が設けていた公募型新人賞。それ以前から同誌の新人賞は存在したが、ここでは、1973年に新装したものを扱う。10回続いたあと、再度第1回から再開し、10回で、小説新潮長編小説新人賞に衣替えした。従って短編小説が対象であった。

## 受賞作
- 第1回（1973）該当作なし
- 第2回（1974）海老沢泰久「乱」
- 第3回（1975）円つぶら「ノーモア・家族」
- 第4回（1976）花森哲平「ぼくのブラック・リスト」
- 第5回（1977）羽深律「インドミタブル物語」
- 第6回（1978）小針鯛一「褐色のメロン」
- 第7回（1979）田中雅美「いのちに満ちる日」
- 第8回（1980）倉林洋子「鳥の悲鳴」
- 第9回（1981）植田草介「ダイアン」
- 第10回（1982）諏訪月江「闘牛士の夜」

## 新装
- 第1回（1983）結城恭介「美琴姫様騒動始末」
- 第2回（1984）都井邦彦「遊びの時間は終らない」
- 第3回（1985）神田順「新創世記」
- 第4回（1986）谷俊彦「木村家の人びと」石塚京助「気紛れ発一本松町行き」
- 第5回（1987）該当作なし
- 第6回（1988）八本正幸「失われた街-My Lost Town」
- 第7回（1989）該当作なし
- 第8回（1990）該当作なし（優秀作：三浦俊彦「M色のS景」）
- 第9回（1991）該当作なし
- 第10回（1992）藤岡真「笑歩」

## 選考委員
新装後は、井上ひさし、筒井康隆の2人が務めた。